# 渡辺二郎
渡辺 二郎（わたなべ じろう、1955年〈昭和30年〉3月16日 - ）は、日本の元プロボクサー（大阪帝拳ジム所属）、元WBA・WBC世界スーパーフライ級王者。2011年時点では暴力団幹部であった（山口組系極心連合会相談役）。 コンバーテッドサウスポーであり、右利きのサウスポーだった。

## 来歴

### デビュー前
岡山県小田郡矢掛町で生まれ、大阪府で育つ。血液型B型。浪商高等学校（現・大阪体育大学浪商高等学校）、追手門学院大学文学部英米語学文学科卒業。高校時代は水泳部、大学時代は日本拳法部で活躍し、世界選手権で4位となった。
大学卒業後に体重別のボクシングを志向、大阪帝拳ジムにアマチュアとして入門した。アマ戦績は4戦4勝。

### プロボクサーとして
- 1979年3月27日、プロデビュー。
- 1980年2月21日、後のWBC世界フライ級王者・小林光二をフライ級・全日本新人王決定戦で1RKO。
- 1981年4月22日、世界初挑戦。敵地でWBCスーパーフライ級王者金喆鎬（韓国）に挑むが、15回判定負け[3]。
- 1982年4月8日、2度目の世界挑戦。WBA世界スーパーフライ級王者ラファエル・ペドロサ（パナマ）に挑戦し、15回判定勝ちで世界王座獲得[3]。同王座は、グスタボ・バリャス、大熊正二、ルイス・イバネス、仙台ラミレス、権順天、セルソ・チャベス (渡辺の15回TKO勝ち)[4]、に6度の防衛に成功した[3]。
- 1984年7月5日、WBC同階級王者のパヤオ・プーンタラット（タイ）との統一戦に臨む予定であったが、WBAは統一戦の開催を認めず王座を剥奪。この幻の統一戦に12回判定勝ちし、WBC世界スーパーフライ級王座を獲得した[3]。なお、この世界戦に関しては、WBC王者のパヤオに渡辺が挑戦するという変則的な形で行われ、もしパヤオが勝利していた場合、パヤオは統一王者ではなくWBC王座のみの防衛となっていた（※当時WBAは15ラウンド制でWBCが12ラウンド制の世界戦のルールの違いが一番のネックで、そうなったとされる）。
  - WBAと帝拳との交渉でリングに上がった瞬間に即剥奪はされず、試合終了後に剥奪という処分がなされているためほんのわずかではあるが、WBA・WBCの統一王座という記録は残ることになる[注釈 1]。この試合、判定は2対1で渡辺となり後半に反撃した逆転勝ちで微妙な試合だった。パヤオ側は判定に不満として提訴。渡辺も「ボクシングとしては相手が一枚上だった」と回顧している。[5]
- 1984年11月29日、防衛戦でパヤオと再戦してTKO勝ち、因縁ある両者の対決に決着をつけるかたちとなった[5]。 前記防衛戦を含め、WBC王者として4度の防衛に成功する。この間に達成した世界タイトルマッチ12連勝は、日本では具志堅用高の14連勝に次ぐ数字である。
- 1985年12月13日、韓国で開催された4度目の防衛戦で、地元の尹石煥を相手に6度のダウンを奪い5回KO勝ち。日本人世界王者として初の日本国外での世界王座防衛を果たした[3]。
- 1986年3月30日、伊丹市スポーツセンターでの5度目の防衛戦でヒルベルト・ローマン（メキシコ）に12回判定負けを喫し、世界王座陥落[3]。その後ボクシング・マガジンでボクサー志望者向けの連載を開始（後述）。
- 1991年11月8日、引退を発表。生涯戦績は28戦26勝（18KO）2敗（世界戦14戦12勝（8KO）2敗）。
- 1992年9月、大阪城ホールでのジムの後輩辰吉丈一郎の世界王座初防衛戦の前座で引退セレモニー。
- 1994年11月、後楽園ホールでカオサイ・ギャラクシー（タイ）とエキシビションマッチを行った[注釈 2]。

## 引退後
引退後も実業家、ボクシング解説者、講演家、テレビタレントなど多方面で活躍していた。
1995年、金融機関からの融資返済に絡む恐喝未遂事件で逮捕され、起訴猶予処分で釈放された。
1999年、殺人事件で使用された自動小銃の売買に絡み銃刀法違反で逮捕・起訴され、公判では島田紳助が情状証人として出廷したが実刑判決を受け服役、2004年に出所した。
2007年6月4日、大阪府警岸和田署に知人の暴行事件を隠匿するために被害者に被害届の提出をさせないよう迫ったとして証人等威迫の疑いで逮捕されたが、一週間後に処分保留で釈放された。日本ボクシングコミッションは、渡辺を今後一切歴代の世界王者に列しない方針でライセンスの無期限停止処分とし、ボクシング界から事実上の永久追放処分となった。
2007年6月30日には羽賀研二未公開株詐欺事件に絡み恐喝未遂（二項）の疑いで逮捕・起訴され、大阪地裁で無罪判決を受けるが、2011年に大阪高裁で懲役2年の逆転有罪判決を受け上告、2013年4月1日に上告が棄却され懲役2年の2審判決が確定した。この事件では両者に有利な証言をした弁護側証人が偽証罪で起訴されている。この際、渡辺が指定暴力団山口組系極心連合会関係者であることが報じられた。その後、極心連合会は2019年に解散しているが、渡辺の動向については明らかにはなっていない。
2011年、島田紳助引退騒動において、芸能界引退の原因となったメールの相手は渡辺であったと報道されている。
2012年11月30日、暴力団関係者であることを隠してゴルフ場を利用したとして、詐欺容疑で指定暴力団山口組最高幹部と共に逮捕された が、12月28日に嫌疑不十分で不起訴になった。
2016年2月4日、『報道ステーション』で元刑事男性の「清原和博が大阪を拠点とする元世界チャンピオンのプロボクサーから暴力団員の紹介を受けた」との証言を報じられ、その後名誉毀損に当たるとしてテレビ朝日に1千万円の損害賠償を求め提訴した。2017年6月29日に大阪地方裁判所は、過去の経歴などを基に「報じられたのが渡辺だと視聴者が連想するのは想像に難くない」としてテレビ朝日に対し150万円の支払いを命じた。

## エピソード
- ボクシング・マガジンでの連載では初期段階で「ボクサーとしての才能がないと気づいたら、やるべきではない。ボクシングの世界は弱い者ほど辛く厳しい」と現実的な意見を述べていた。また、「電車で外の景色を見て動体視力を鍛えろ」などの独自のトレーニング方法や、「汗でびしょ濡れになったTシャツは他の練習生を不快にさせるので着替えろ」などの心がけを述べており、一般的な入門書とは一線を画していた。
- ファイティング原田が十数kgの減量をしたと語っているのに対し、渡辺は「それだけ体重が増えているのは普段の節制が足りないのだから、自慢ではなくて恥じるべき」と意見したことがある。
- 渡辺の現役時代のファイティングスタイルは、「ファイティングコンピューター」と言われるほどクレバーな試合運びであった。だがそれ故に試合の盛り上がりに欠け、大きな見せ場の少ない試合も少なくなかった。
- ローマン戦の敗北後、渡辺は身体的にも問題なく復帰を目指してトレーニングを続行していたが、当時練習生であった同ジムの辰吉丈一郎とのスパーリングで辰吉の才能とセンスに驚き、それが引退のきっかけになった。現役時は一切喫煙しなかったが、引退か現役続行かを迷っている時に、ふと夜道で煙草の自動販売機を見つけて購入し、その煙草を吸った後「ああ、これでもう終わったんだなあ」とつぶやき、一筋の涙が頬を伝ったと後に語っている。

## 戦績
| 戦           | 日付           | 勝敗 | 時間 | 内容     | 対戦相手                 | 国籍             | 備考                                                            |
| ------------ | -------------- | ---- | ---- | -------- | ------------------------ | ---------------- | --------------------------------------------------------------- |
| 1            | 1979年3月27日  | ☆    | 3R   | KO       | 宮崎敬造                 | 日本             | プロデビュー戦                                                  |
| 2            | 1979年5月19日  | ☆    | 1R   | KO       | 川平賀彦                 | 日本             |                                                                 |
| 3            | 1979年7月28日  | ☆    | 1R   | KO       | 石井昇                   | 日本             |                                                                 |
| 4            | 1979年11月1日  | ☆    | 6R   | KO       | 石井昇                   | 日本             |                                                                 |
| 5            | 1979年12月1日  | ☆    | 1R   | KO       | 高木信二                 | 日本             | 西日本フライ級新人王                                            |
| 6            | 1980年1月29日  | ☆    | 4R   | KO       | 川平賀彦                 | 日本             |                                                                 |
| 7            | 1980年2月21日  | ☆    | 1R   | KO       | 小林光二                 | 日本             | 全日本フライ級新人王                                            |
| 8            | 1980年6月14日  | ☆    | 6R   | 判定     | 曹振鉉                   | 韓国             |                                                                 |
| 9            | 1980年9月2日   | ☆    | 10R  | 判定     | チュクテプ・チュワタナ   | タイ             |                                                                 |
| 10           | 1980年12月15日 | ☆    | 10R  | 判定     | パクタイ・リポビタン     | タイ             |                                                                 |
| 11           | 1981年4月27日  | ★    | 15R  | 判定     | 金喆鎬                   | 韓国             | WBC世界スーパーフライ級王座挑戦                                 |
| 12           | 1981年6月29日  | ☆    | 2R   | KO       | ベルリン・オリペッティ   | フィリピン       |                                                                 |
| 13           | 1981年8月9日   | ☆    | 10R  | 判定     | 李光錫                   | 韓国             |                                                                 |
| 14           | 1981年10月10日 | ☆    | 5R   | KO       | アリババ・ルークロントン | タイ             |                                                                 |
| 15           | 1981年11月25日 | ☆    | 4R   | KO       | ティト・アベラ           | フィリピン       |                                                                 |
| 16           | 1982年4月8日   | ☆    | 15R  | 判定     | ラファエル・ペドロサ     | パナマ           | WBA世界スーパーフライ級王座獲得                                 |
| 17           | 1982年7月29日  | ☆    | 9R   | TKO      | グスタボ・バリャス       | アルゼンチン     | WBA防衛1                                                        |
| 18           | 1982年11月11日 | ☆    | 12R  | TKO      | 大熊正二                 | 日本・新日本木村 | WBA防衛2                                                        |
| 19           | 1983年2月24日  | ☆    | 8R   | KO       | ルイス・イバネス         | ペルー           | WBA防衛3                                                        |
| 20           | 1983年6月23日  | ☆    | 15R  | 判定     | 仙台ラミレス             | メキシコ         | WBA防衛4                                                        |
| 21           | 1983年10月6日  | ☆    | 11R  | 負傷判定 | 権順天                   | 韓国             | WBA防衛5                                                        |
| 22           | 1984年3月15日  | ☆    | 15R  | TKO      | セルソ・チャベス         | パナマ           | WBA防衛6                                                        |
| 23           | 1984年7月5日   | ☆    | 12R  | 判定     | パヤオ・プーンタラット   | タイ             | WBC世界スーパーフライ級王座獲得 WBA世界スーパーフライ級王座剥奪 |
| 24           | 1984年11月29日 | ☆    | 11R  | TKO      | パヤオ・プーンタラット   | タイ             | WBC防衛1                                                        |
| 25           | 1985年5月9日   | ☆    | 12R  | 判定     | フリオ・ソト・ソラノ     | ドミニカ共和国   | WBC防衛2                                                        |
| 26           | 1985年9月17日  | ☆    | 7R   | TKO      | 勝間和雄                 | 日本             | WBC防衛3                                                        |
| 27           | 1985年12月13日 | ☆    | 5R   | KO       | 尹石煥                   | 韓国             | WBC防衛4                                                        |
| 28           | 1986年3月30日  | ★    | 12R  | 判定     | ヒルベルト・ローマン     | メキシコ         | WBC陥落                                                         |
| テンプレート |                |      |      |          |                          |                  |                                                                 |